# Mariano Chirumbolo
Ernesto Mariano Chirumbolo (Buenos Aires, Argentina; 2 de diciembre de 1982) es un ex-futbolista argentino, que jugaba como delantero. 
Debutó en Primera División el 27 de diciembre de 2001, por la última fecha del Apertura 2001 ante Racing Club, jugando para Vélez Sársfield. Ese día reemplazó a Roberto Nanni a los 26' del segundo tiempo y 6' después convirtió un gol.
Su padre Ernesto también fue futbolista, en el 75 estuvo en la Tercera de River, jugó en Talleres de Córdoba, jugó el Nacional 76 en Atlanta y en el 77 en Temperley.

## Actualidad
Tras sus pasos por el fútbol de Turquía y Marruecos, fichó para Atlético Ranchos, de cara al Torneo Clausura de la Liga Chascomunense de Fútbol. En el ámbito laboral es delegado de UPCN en el Ministerio de Producción.

## Clubes
| Club                | País      | Año       |
| ------------------- | --------- | --------- |
| Vélez Sársfield     | Argentina | 2001-2004 |
| Atlético de Rafaela | Argentina | 2004-2005 |
| Almagro             | Argentina | 2006      |
| Ferro               | Argentina | 2006      |
| Sakaryaspor         | Turquía   | 2007      |
| Hassania Agadir     | Marruecos | 2007-2009 |